# Lamnifera pauli
Lamnifera pauli é uma espécie de gastrópode  da família Clausiliidae.
Pode ser encontrada na França e Espanha.